# Туркмено-узбекская граница
Туркмено-узбекская граница ( туркм. Türkmenistan-Özbegistan serhedi; узб. Oʻzbekiston-Turkmaniston chegarasi,) — государственная граница, которая проходит между двумя азиатскими странами: Туркменистаном с юга и Узбекистаном с севера. Граница начинается на северо-западе в тройном пограничном стыке с границей Казахстана и заканчивается на стыке с границей Афганистана. Общей протяженностью 1793 км является самой длинной граница Туркменистана и второй по протяжённости в Узбекистане (после казахстанско-узбекистанской границы).

## Описание
Граница начинается на западе в точке пересечения с Казахстаном. Она проходит примерно по прямой линии на восток, затем резко поворачивает на север, а затем на северо-восток, проходя через озеро Сарыкамыш, которое пересекает границу; также на этом участке находится длинный выступ территории Узбекистана в Туркменистан. Затем граница поворачивает на юго-восток в окрестностях Шуманая, следуя несколько извилистым курсом, пока не достигнет реки Амударьи в окрестностях Питнака и Газаджака; затем она следует вдоль реки до 40-й параллели на север. Затем граница проходит по ряду прямых линий, идущих на юго-восток через пустыню Каракумы, прежде чем повернуть на юг через хребет Кетендаг до точки пересечения с Афганистаном на Амударье. Большую часть границы пересекает крупная железная дорога, которая пересекает границу трижды как наследие советской эпохи, когда инфраструктура строилась без учёта тогдашних внутренних границ.

## История
Российская империя заняла территории Центральной Азии в XIX веке, завоевав ранее независимые Кокандское и Хивинское ханства, а также Бухарский эмират. После Октябрьской революции в 1917 году и создания СССР было решено разделить Центральную Азию на республики по этническому признаку в процессе, известном как национально-территориальное размежевание. Это соответствовало коммунистической теории о том, что национализм был необходимым шагом на пути к в конечном итоге коммунистическому обществу, и определению нации Иосифом Сталиным как «исторически сложившегося стабильного сообщества людей, сформированного на основе общего языка, территории, экономической жизни и психологического склада, проявляющегося в общей культуре».
Туркменская ССР и Узбекская ССР были официально созданы в 1924 году. Узбекистан в то время не включал в себя тогда гораздо более крупную Каракалпакскую АССР, следовательно, граница первоначально состояла из двух отдельных несмежных участков, разделённых Казахской АССР; в 1936 году Каракалпакская АССР была передана Узбекской ССР, и граница приняла свою нынешнюю форму.
Граница стала международной границей в 1991 году после распада Советского Союза и обретения независимости составляющими его республиками. После некоторой напряжённости 1990-х годов Туркменистан и Узбекистан согласились уважать традиционную межреспубликанскую границу, причем совместный договор на этот счёт был подписан в 2000 году президентами Сапармуратом Ниязовым и Исламом Каримовым. 30 марта 2001 года президент Туркменистана Сапармурат Ниязов поручил завершить строительство 1700-километрового пограничного забора вдоль границы Туркменистана с Узбекистаном и Казахстаном к концу года для предотвращения контрабанды и нелегальной миграции, особенно из Афганистана:

И здесь у нас тоже есть свои пограничные проблемы. У нас есть границы с этой и с той стороны, как и у казахов. Мы уже начали строить проволочные заграждения на границах. Вы должны оказать всю необходимую поддержку для этого. Пусть будут контрольно-пропускные пункты в определённых районах. Мы делаем это не для того, чтобы отделиться от Узбекистана или Казахстана, а для поддержания порядка на границе, чтобы защитить себя от нарушителей и нечестных людей и предотвратить контрабанду наших товаров. Есть специальные контрольно-пропускные пункты, чтобы предотвратить такие вещи и обеспечить разрешенное и регулируемое пересечение границы на законной основе. У нас это есть в Койтендаге [Восточный Туркменистан], а также в других приграничных районах Лебапского велаята. Вчера мы начали это [строительство проволочных заграждений] в Лебапе, а ранее в Дашогузе. Вы должны закончить возведение этого заграждения, все его 1700 км, к концу этого года. Нам это нужно, чтобы избежать любых будущих споров между нами и не допустить проникновения нарушителей. Поскольку мы все являемся суверенными государствами, мы не можем больше держать границы открытыми, поскольку могут появиться нарушители из третьих стран. Оригинальный текст (туркмен.)Bu ýerde serhet meselelerimiz hem bar. Gazaklar bilen bolşy ýaly, bu tarapda-da serhetlerimiz bar. Biz eýýäm serhetlerde sim diwarlary gurup başladyk. Munuň üçin ähli zerur goldawy bermeli. Görkezilen ýerlerde kesiş nokatlary bolsun. Biz muny Özbegistandan ýa-da Gazagystandan aýyrmak üçin etmeýäris, serhetdäki tertip-düzgüni saklamak, hukuk bozujylardan we namyssyz adamlardan goramak we harytlarymyzyň bikanun getirilmeginiň öňüni almak üçin edýäris. Şeýle zatlaryň öňüni almak we kanuny esasda rugsat edilen we düzgünleşdirilen serhet geçelgelerini üpjün etmek üçin ýörite geçelgeler bar. Bizde Koýtendagda we Lebap sebitiniň beýleki serhet etraplarynda bar. Düýn bu  Lebapda, has öň Daşoguzda başladyk. Şu ýylyň ahyryna çenli 1700 km uzynlygyndaky bu diwary gurmagy tamamlamaly. Aramyzda geljekdäki dawa-jenjellerden gaça durmak we düzgün bozýanlaryň girmeginiň öňüni almak zerur. Biziň hemmämiz özygtyýarly döwletler bolanymyz üçin serhetleri açyp bilmeris, sebäbi üçünji ýurtlardan hyýanatçylar bolup biler.
У Туркменистана и Узбекистана были вопросы относительно их общей границы до мая 2004 года, когда Министерство иностранных дел Туркменистана опубликовало заявление от 31 мая 2004 года, в котором говорилось, что споры были урегулированы. В настоящее время продолжается полная демаркация границы.

## Контрольно-пропускные пункты
Вдоль границы работают девять контрольно-пропускных пунктов:
| КПП в Туркменистане        | КПП в Узбекистане          | Тип                             | Состояние |
| -------------------------- | -------------------------- | ------------------------------- | --------- |
| Акдере (Akdere)            | Болдыр (Boldyr')           | Железнодорожный                 | Открыт    |
| Теллимерджен (Tellimerjen) | Талимарджан (Talimardzhan) | Автомобильный и железнодорожный | Открыт    |
| Кёнеургенч (Köneürgenç)    | Ходжайли (Xoʻjayli)        | Автомобильный                   | Открыт    |
| Дашогуз (Daşoguz)          | Шовот (Shovot)             | Автомобильный и железнодорожный | Открыт    |
| Галкыныш (Galkynyş)        | Найманкуль (Naymanqul)     | Железнодорожный                 | Открыт    |
| Губадаг (Gubadag)          | Джумуртау (Jumurtau)       | Железнодорожный                 | Открыт    |
| Газаджак (Gazajak)         | Дустлик (Doʻstlik)         | Автомобильный                   | Открыт    |
| Газаджак (Gazajak)         | Питнак (Pitnak)            | Железнодорожный                 | Открыт    |
| Фарап (Farap)              | Олот (Olot)                | Автомобильный                   | Открыт    |
| Фарап (Farap)              | Ходжидавлет (Xoʻjadavlat)  | Железнодорожный                 | Открыт    |